# Dora Cadavid
Dora Cadavid (Medellín, 23 de noviembre de 1937-Bogotá, 31 de enero de 2022) fue una actriz colombiana. Entre sus trabajos más recordados se encuentran sus participaciones en las telenovelas Café con aroma de mujer (1994), y Yo soy Betty, la fea (1999), donde interpretó al personaje de Inesita.

## Biografía y carrera

### Infancia
Cadavid fue asmática cuando era una niña, enfermedad que le fue regresando poco a poco con la edad y que se agravó debido a ser una fumadora durante 70 años, llegando a comentar que con el permiso de sus padres comenzó con este hábito desde que tenía 8 años de edad.

### Inicios
Inició su carrera como locutora, presentadora y animadora de Radio Santander de Bucaramanga. Su jefe en Radio Santander la convenció para irse a Bogotá con su madre, ya que en ese lugar la televisión como medio de comunicación ya había llegado, ahí fue recibida por un hombre llamado Alarcón Mejía y fue llevada a una televisora donde otro hombre con el nombre de Bernardo Romero Lozano le daría su primera oportunidad como actriz junto al actor Carlos Lemus y la actriz Lolita Villaespesa, ambos de nacionalidad española.
En 1958 grabó su primer álbum musical con la discográfica Sonolux.
Tras registrar apariciones en las series de televisión Candó y Una vida para amarte, en 1970 se fue a México a estudiar teatro. Aprovechando su estadía grabó su segundo disco con la musicóloga Tongi Cambell. En 1980 regresó a Colombia, radicándose en Bogotá y vinculándose inmediatamente al elenco de la serie Rasputín. En la década de 1980 figuró en otras producciones para televisión como Hato Canaguay, Señora Bonita, Heroínas, Romeo y Buseta y Bodas de sangre.

### Yo soy Betty, la feay producciones posteriores
Luego de aparecer en telenovelas como Café con aroma de mujer, Amores como el nuestro, Francisco el matemático y Victoria, se vinculó al elenco de la telenovela Yo soy Betty, la fea, escrita por Fernando Gaitán y dirigida por Mario Ribero. La producción, en la que interpretó el papel de Inés Ramírez, se convirtió con el paso del tiempo en la telenovela colombiana más exitosa de todos los tiempos, dándole una mayor repercusión internacional a su carrera. Tras su participación en la serie, que se emitió por el canal RCN entre 1999 y 2001, la actriz repitió su papel en un spin-off titulado Ecomoda, que no tuvo la misma acogida que la producción original.
En la década de 2010  actuó en series como La Teacher de inglés, A corazón abierto, El man es Germán, Los graduados y La niña, registrando su última aparición en la televisión colombiana en la telenovela La ley del corazón en 2017.

## Vida personal y muerte
Fue tía de la actriz y periodista, María Cecilia Botero.
Estuvo casada con un hombre de nacionalidad chilena llamado Ricardo Valenzuela, de quien enviudó y con quien procreó a su único hijo, Ricardo Francisco Valenzuela Cadavid, conocido también como Moisés Cadavid. Posteriormente estuvo casada con José Luis Córdova, el cual murió en 1993. Su hijo falleció en 2012. Durante sus últimos años de vida, Cadavid residió en un hogar para ancianos.
El 31 de enero de 2022, Cadavid falleció a los 84 años de edad, a causa de problemas respiratorios.

## Filmografía

### Telenovelas
| Año       | Título                       | Personaje               |
| --------- | ---------------------------- | ----------------------- |
| 1967      | Destino: la ciudad           |                         |
| 1969      | Crónica de un amor           |                         |
| 1969      | Candó                        |                         |
| 1970      | Una vida para amarte         | Fabiola                 |
| 1973      | La hiena                     |                         |
| 1977      | Gabriela                     |                         |
| 1980      | Rasputín                     |                         |
| 1981      | La tía Julia y el escribidor |                         |
| 1981      | Hato Canaguay                |                         |
| 1985      | Camino cerrado               |                         |
| 1987      | Romeo y buseta               | Dorotea                 |
| 1988      | Mi sangre aunque plebeya     |                         |
| 1988      | Los hijos ausentes           |                         |
| 1990      | Te voy a enseñar a querer    | Eloísa de Rivera        |
| 1994      | Café con aroma de mujer      | Cecilia de Vallejo      |
| 1995      | Victoria                     | Sofía                   |
| 1997      | Cartas de amor               | Soledad                 |
| 1998      | Amores como el nuestro       |                         |
| 1999-2001 | Yo soy Betty, la fea         | Inés «Inesita» Ramírez  |
| 2001      | Ecomoda                      | Inés «Inesita» Ramírez  |
| 2003-2004 | Francisco el matemático      | Doña Conchita           |
| 2004      | El vuelo de la cometa        | Piedad                  |
| 2005      | La tormenta                  | Rosario                 |
| 2006      | La ex                        | Carlota Rosas           |
| 2007      | Mujeres asesinas             |                         |
| 2007      | Decisiones                   |                         |
| 2008-2009 | Aquí no hay quien viva       | Isabel "Chavita" Pineda |
| 2011      | La Teacher de inglés         | Rita                    |
| 2014      | Los graduados                |                         |
| 2016      | La niña                      | Felipa Ríos de Rendón   |
| 2017      | La ley del corazón           |                         |

### Películas
| Año  | Título                            | Papel           |
| ---- | --------------------------------- | --------------- |
| 1973 | Cumbia                            |                 |
| 2005 | El trato                          |                 |
| 2007 | El amor en los tiempos del cólera | Madre superiora |